# A Filial
A Filial é um grupo musical brasileiro, fundado em 1998 no Rio de Janeiro, por Edu Lopes.
O grupo, que já passou por diferentes formações, se caracteriza por uma linguagem de fusão do rap com a música regional brasileira e experimentações com diferentes elementos da música mundial.